# Mas de Fustanyà
El Mas de Fustanyà és un edifici de Queralbs (Ripollès) inclòs a l'Inventari del Patrimoni Arquitectònic de Catalunya.

## Descripció
Guimerà s'inspirà en aquestes contrades per escriure la seva obra cabdal Terra Baixa, a on el seu personatge central (Sebastià) n'és l'amo de la casa. A diferència d'altres masos situats en aquests indrets, la tècnica que ha constituït el model de construcció pròpia de l'alta muntanya, s'empra aquí tan sols a les cabanyes. La cultura barroca penetra fins aquí i denota les diferències socials, o el nivell de riquesa del propietari, fixat en el tractament de la façana i la utilització d'elements decoratius cultes. Arrelada a la història i la tradició, apareix ja al segle x. (Text Pere Solà).

## Història
L'agregat de Fustanyà, citat sempre juntament amb Queralbs, es troba entre aquesta població i Rialb, però a l'esquerra del Freser, un bon xic enlairada. Hi porta una pista de dos quilòmetres llargs des de la Farga. El lloc de Fustanyà és un llogaret minúscul de cinc cases disperses i una gran masia dita Fustanyà prop de la qual es troba l'església romànica de Sant Sadurní.